# Arbat (Apfel)
Der Säulenapfel Arbat ist eine neue Apfelsorte. Wie alle Säulenäpfel eignet sich der Baum durch seinen säulenartigen Wuchs für Engpflanzungen und Topf. Pflück- und genussreif sind die Früchte ab Mitte September und halten sich bis Ende November. Die Früchte sind saftig und süßsäuerlich im Geschmack. Die Schale ist dunkelrot.